# Homalothecium lutescens
Homalothecium lutescens là một loài rêu trong họ Brachytheciaceae. Loài này được Hedw. H. Rob. mô tả khoa học đầu tiên năm 1962.

## Hình ảnh

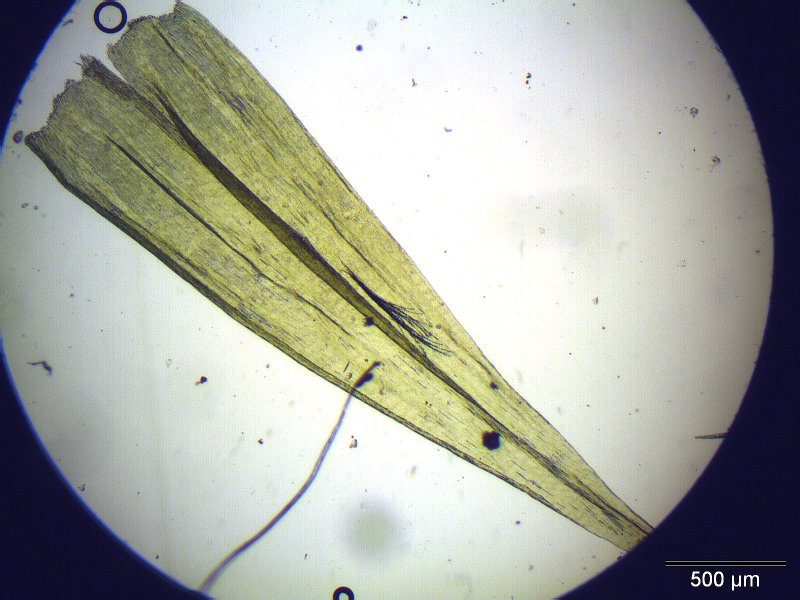
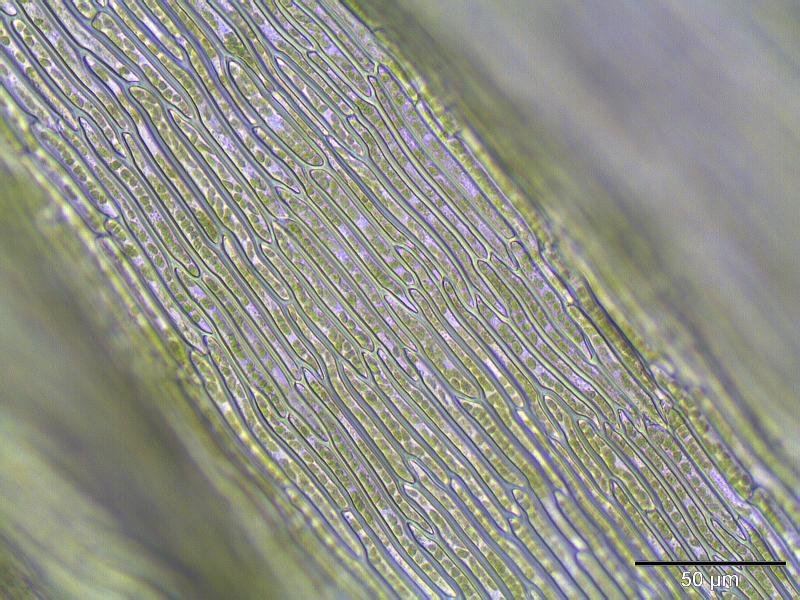
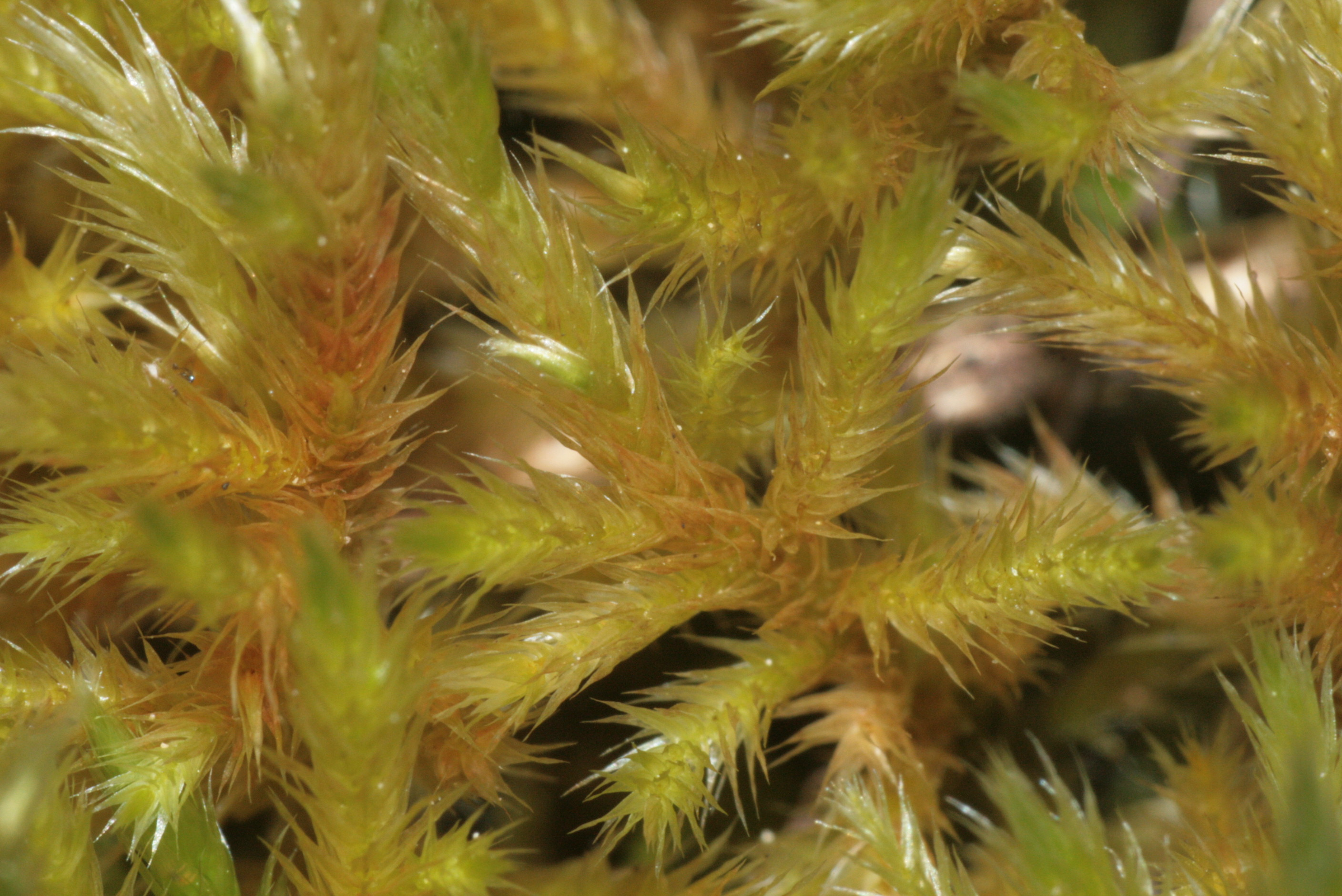
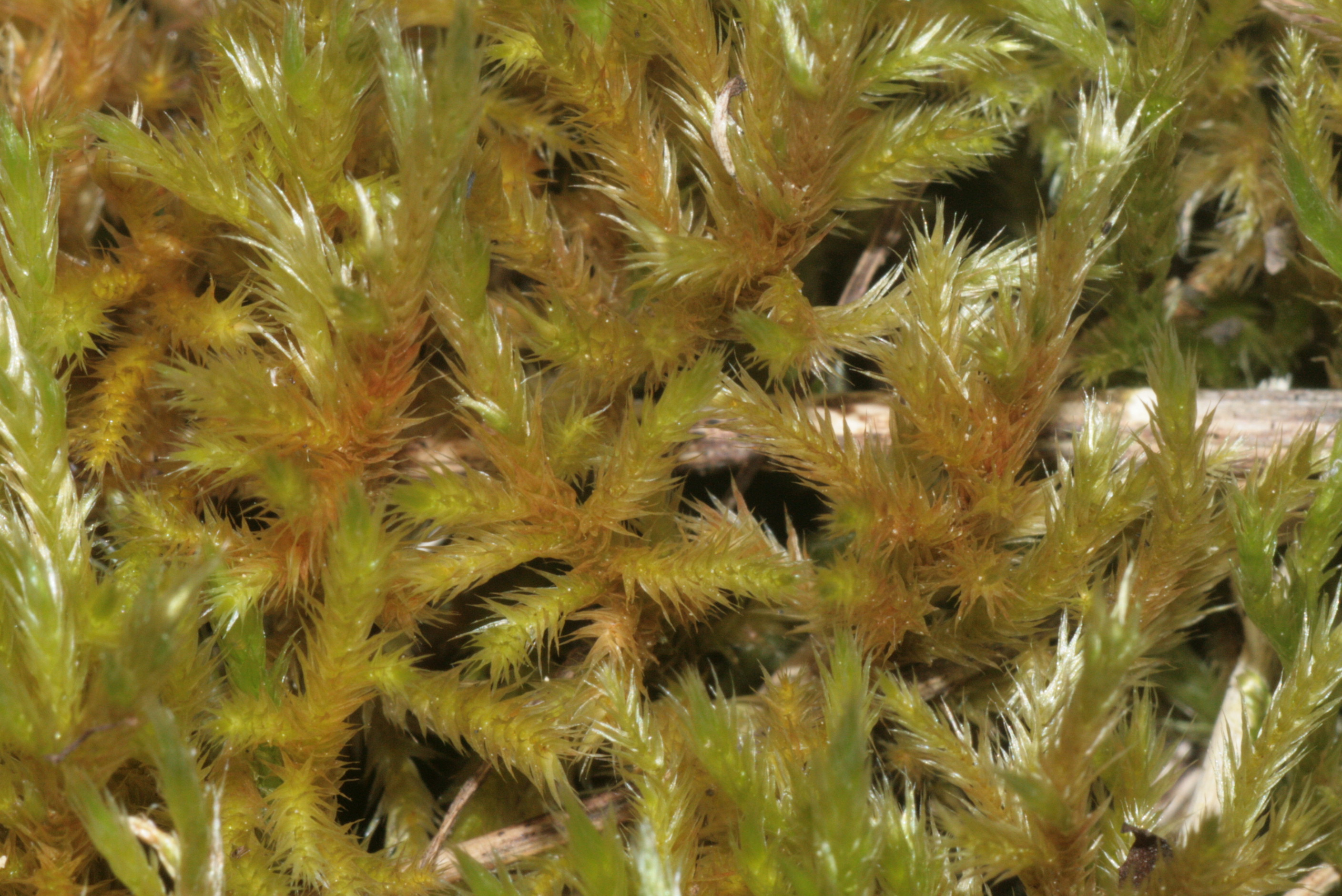